# Hypodactylus brunneus
Hypodactylus brunneus är en groddjursart som först beskrevs av Lynch 1975.  Hypodactylus brunneus ingår i släktet Hypodactylus och familjen Strabomantidae. IUCN kategoriserar arten globalt som starkt hotad. Inga underarter finns listade i Catalogue of Life.